# Almeroth
Almeroth est un hameau de la commune belge d’Attert située en Région wallonne dans la province de Luxembourg. Il fait partie de la section de Nobressart.